# Historia Torunia

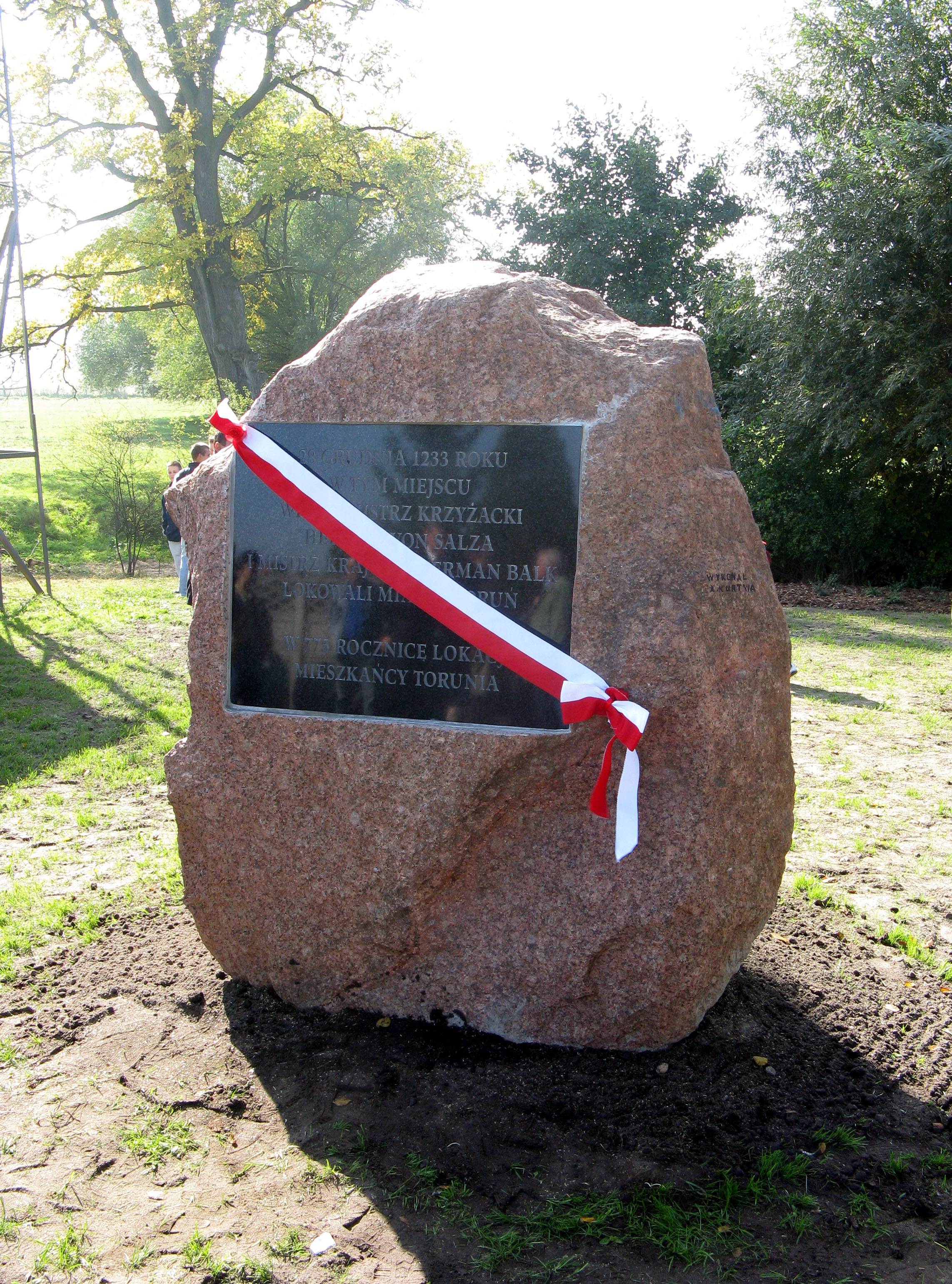
Obelisk w Starym Toruniu, upamiętniający domniemane miejsce pierwotnej lokalizacji Torunia

Historia Torunia – dzieje miasta od czasów osadnictwa do czasów współczesnych.
Toruń to prężny ośrodek gospodarczy, kulturalny, naukowy, akademicki oraz turystyczny, a także ważny węzeł zarówno drogowy, jak i kolejowy. Obecnie szesnaste pod względem liczby ludności miasto w kraju (203 158 mieszkańców według danych GUS z 31 grudnia 2014 roku).
Jedna z dwóch stolic województwa kujawsko-pomorskiego, siedziba m.in. Urzędu marszałka województwa, zarządu województwa i sejmiku wojewódzkiego. Miasto pełni również role stolicy powiatu toruńskiego, nie wchodząc w jego skład. Jest także jednym z miast centralnych Bydgosko-Toruńskiego Obszaru Funkcjonalnego.
Stolica diecezji toruńskiej kościoła rzymskokatolickiego.

## Początki osadnictwa

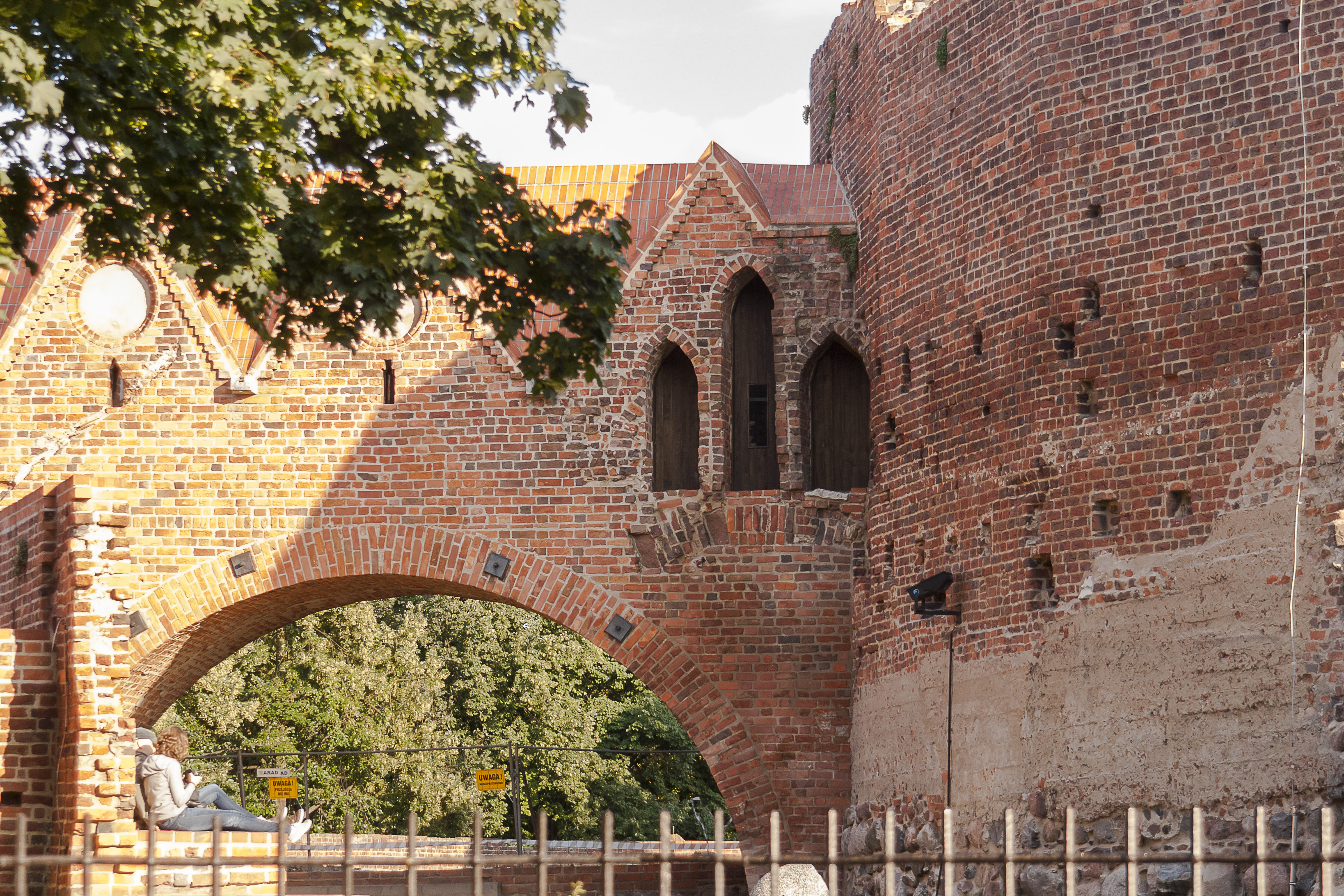
Zamek krzyżacki, na zdjęciu ruiny zachowana do dziś

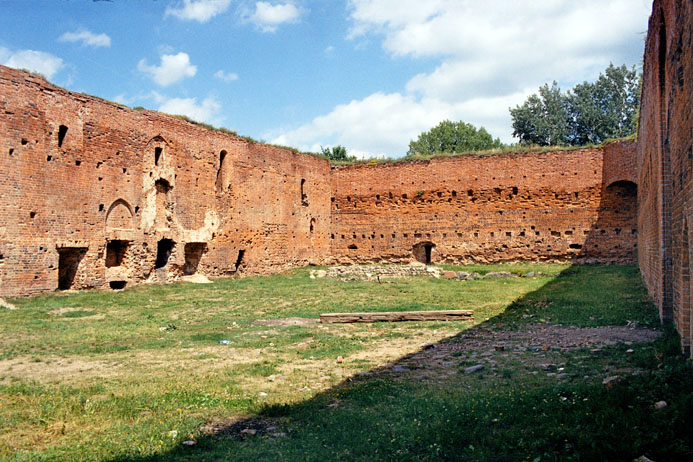
Zamek Dybowski, na zdjęciu stan obecny

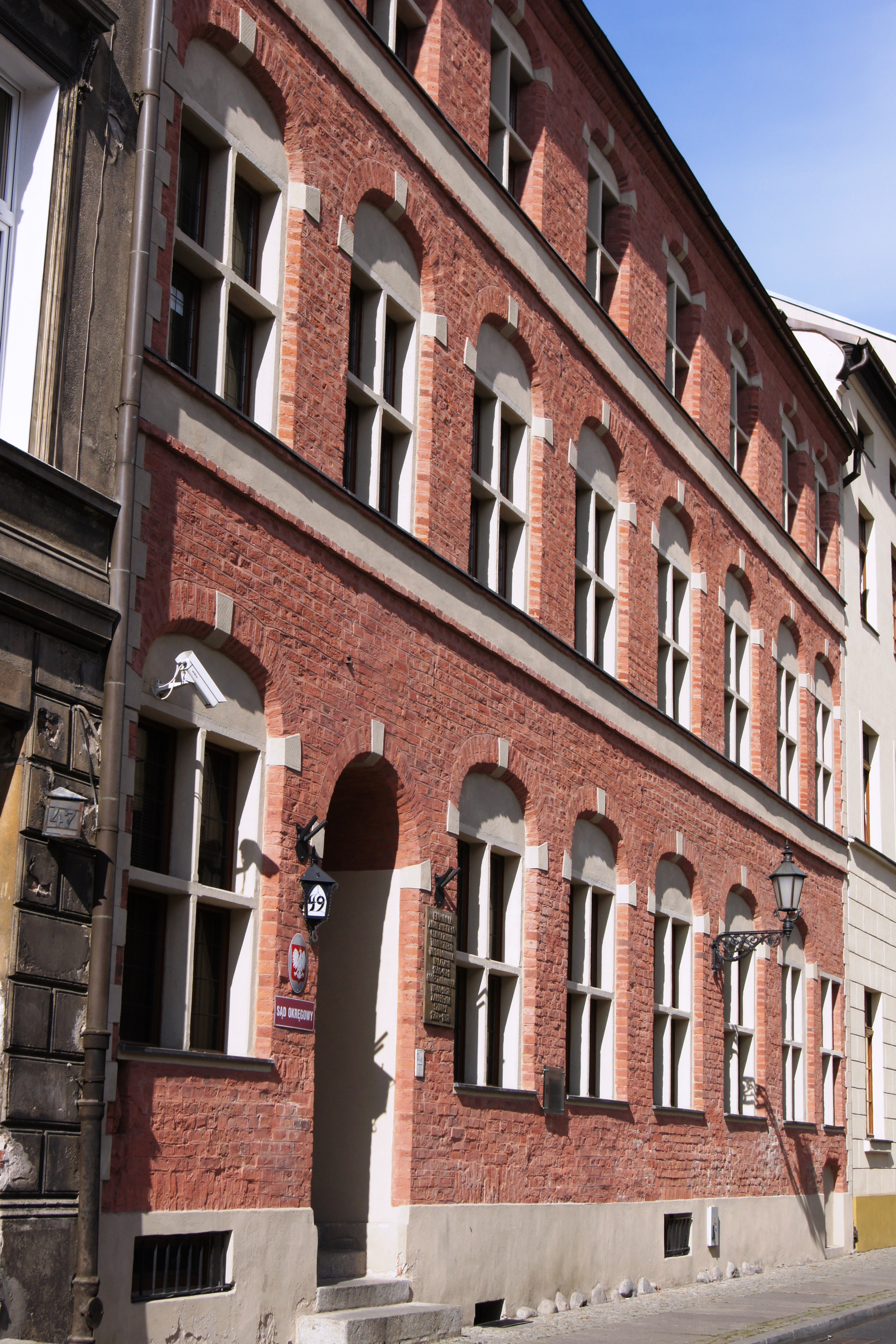
Dawne Gimnazjum Akademickie, obecnie Sąd Okręgowy

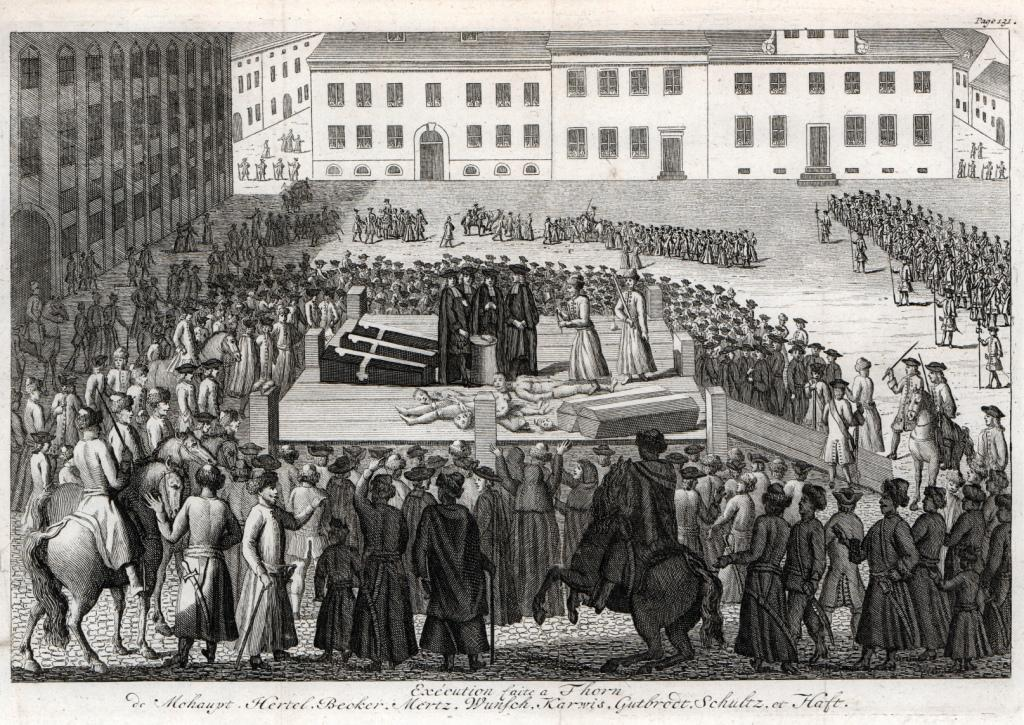
Tumult toruński – egzekucja protestantów w Toruniu, 1724

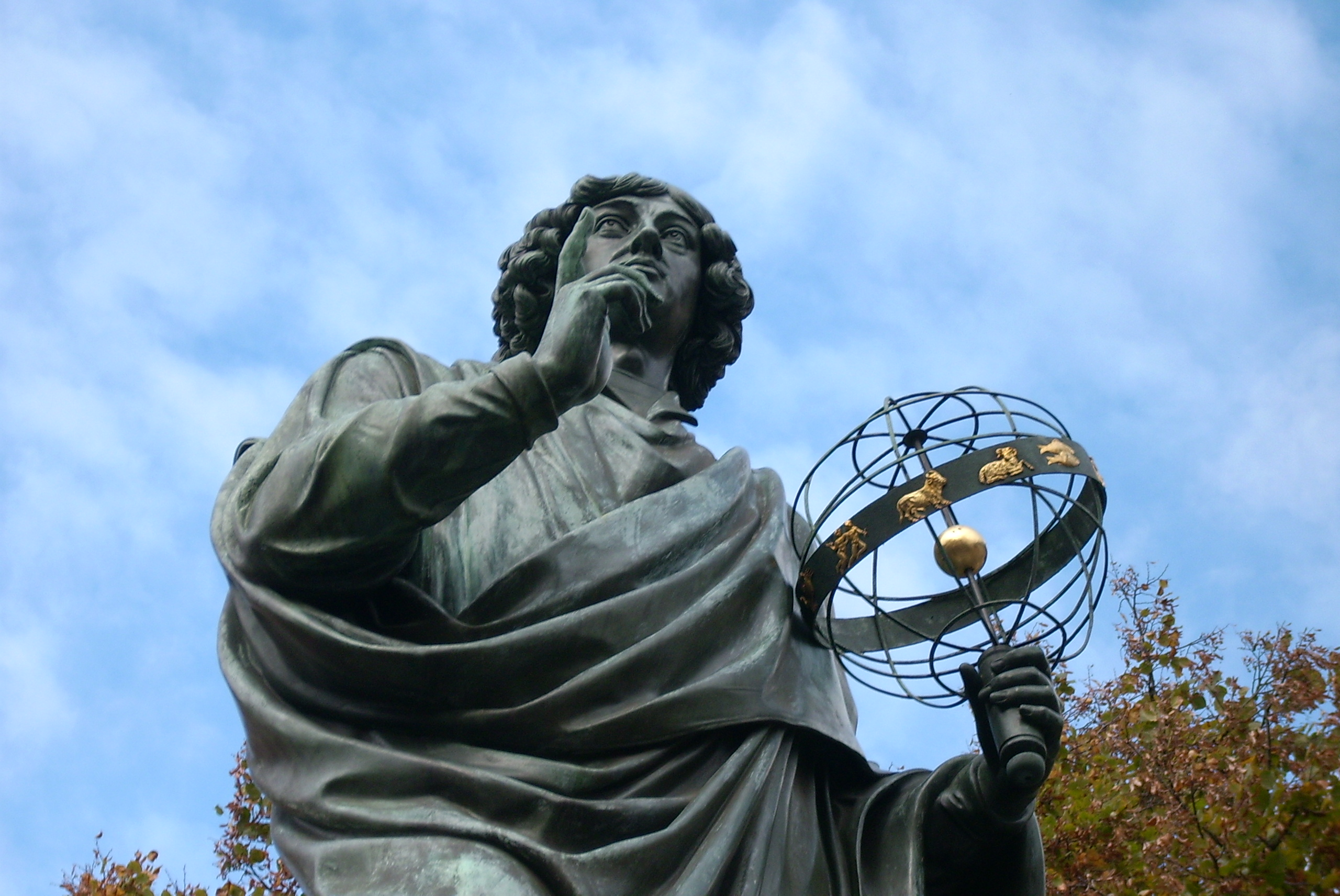
19 lutego 1473 przy ul. św. Anny urodził się Mikołaj Kopernik, na zdjęciu pomnik Astronoma

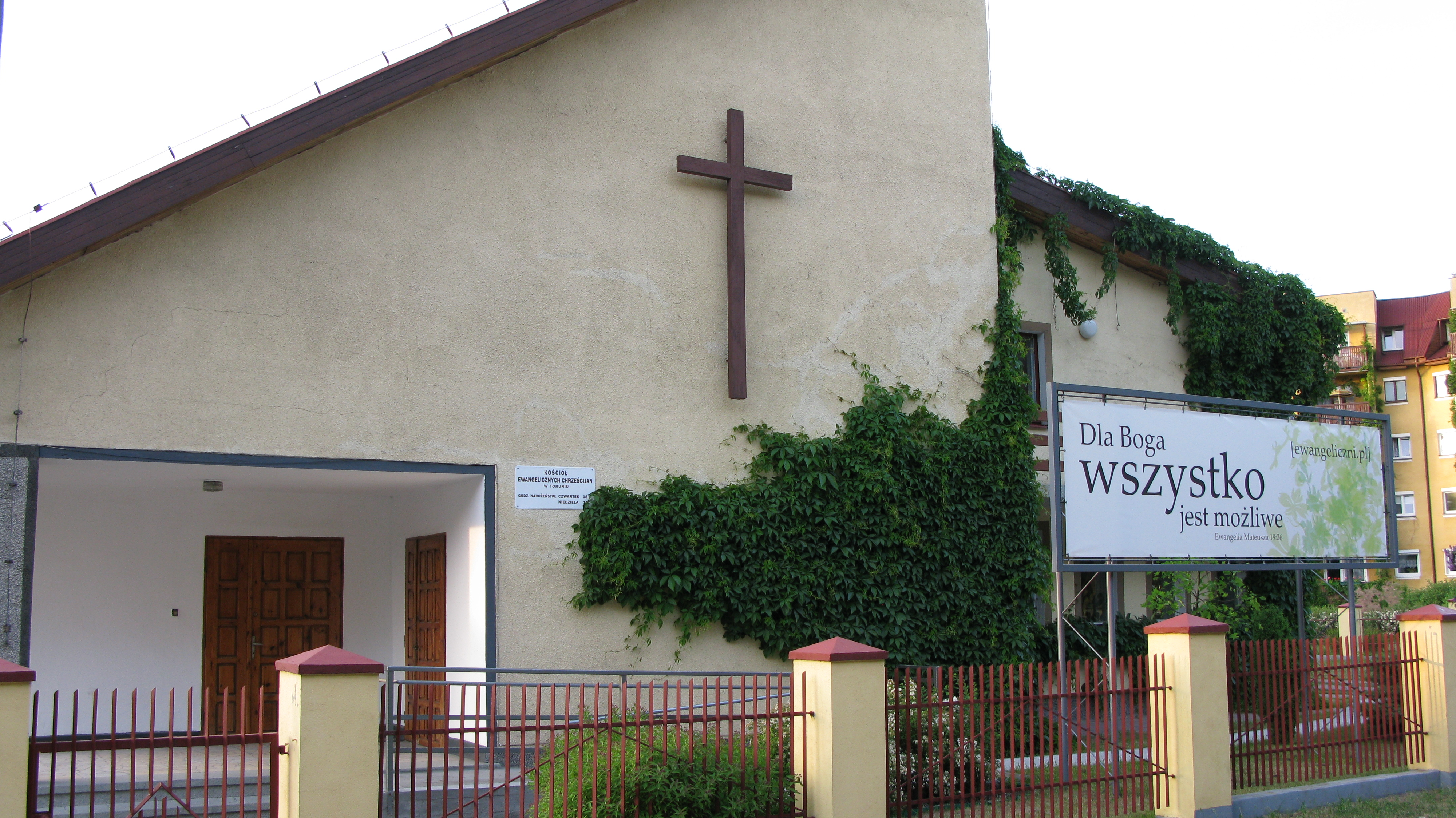
Protestanckie dziedzictwo dzisiaj, na zdjęciu: toruński Zbór Ewangelicznych Chrześcijan

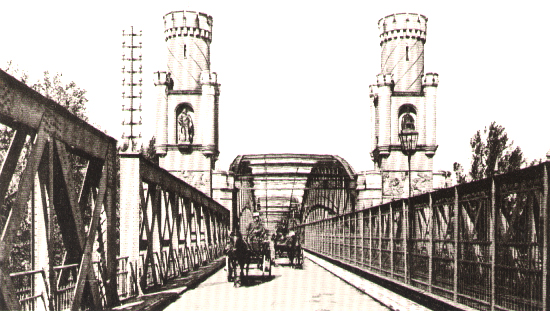
W XIX wieku zbudowano m.in. żelazny most kolejowo-drogowy przez Wisłę

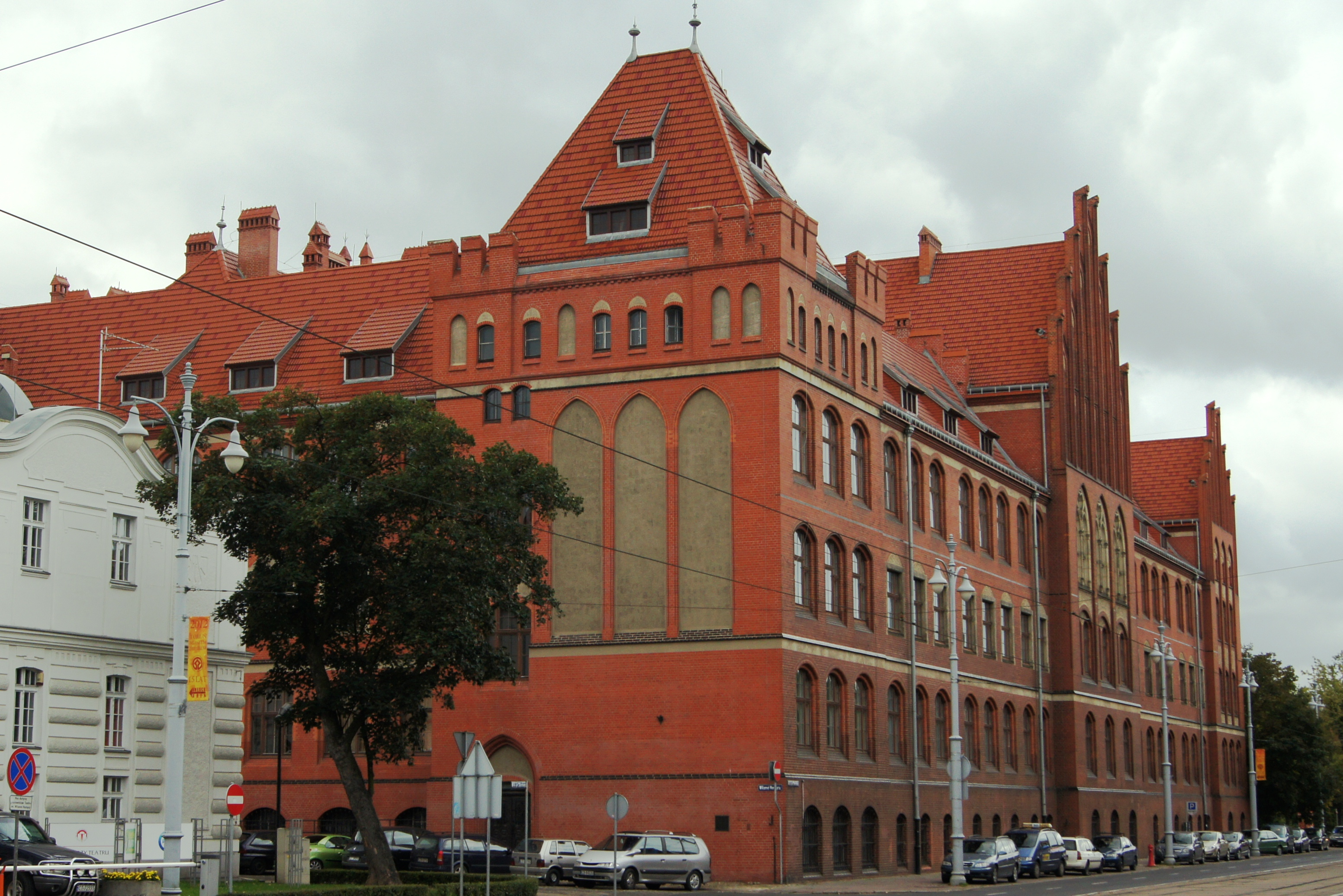
W 1920 roku Toruń został stolicą województwa pomorskiego, na zdjęciu budynek Urzędu Wojewódzkiego

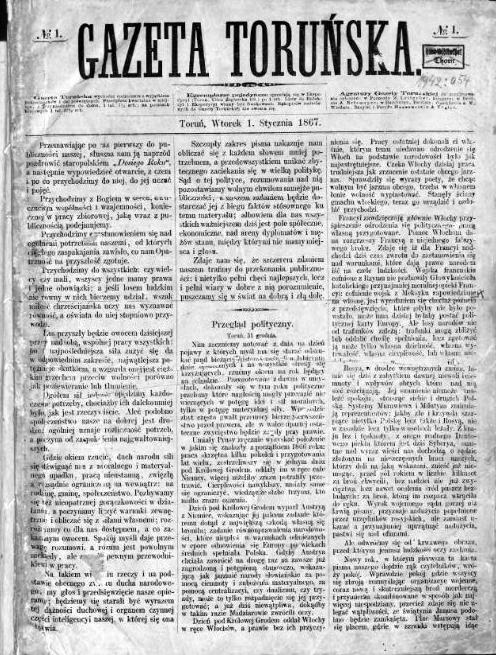
Nr 1 Gazety Toruńskiej z 1 stycznia 1867

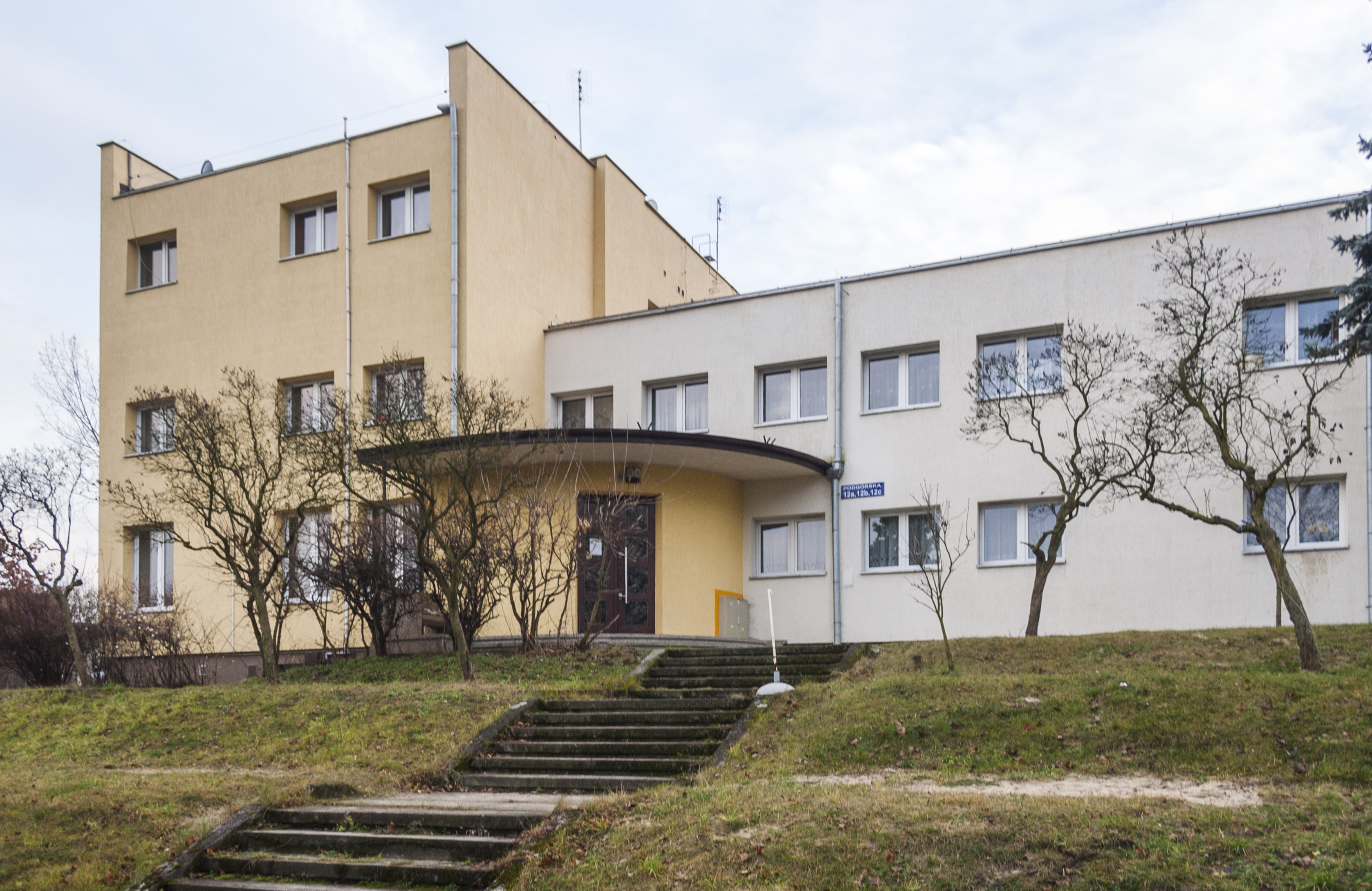
Były budynek Rozgłośni Polskiego Radia w Toruniu

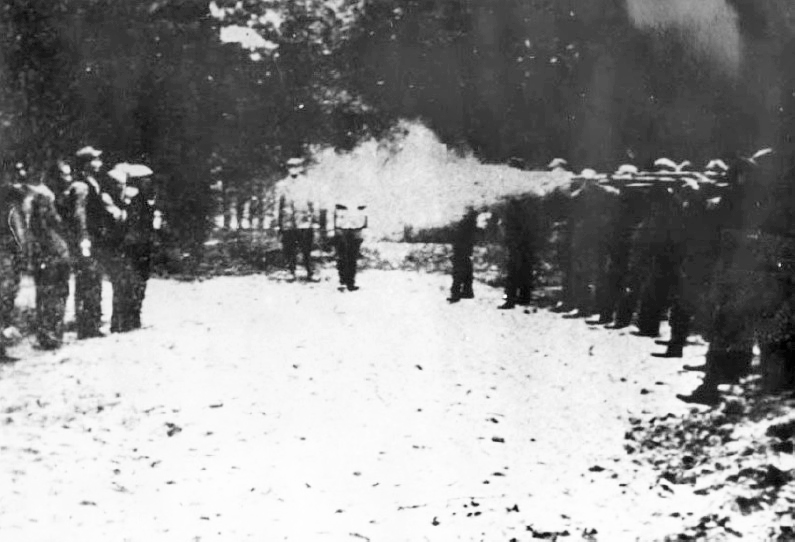
Egzekucja w lesie Barbarka, 1939 rok

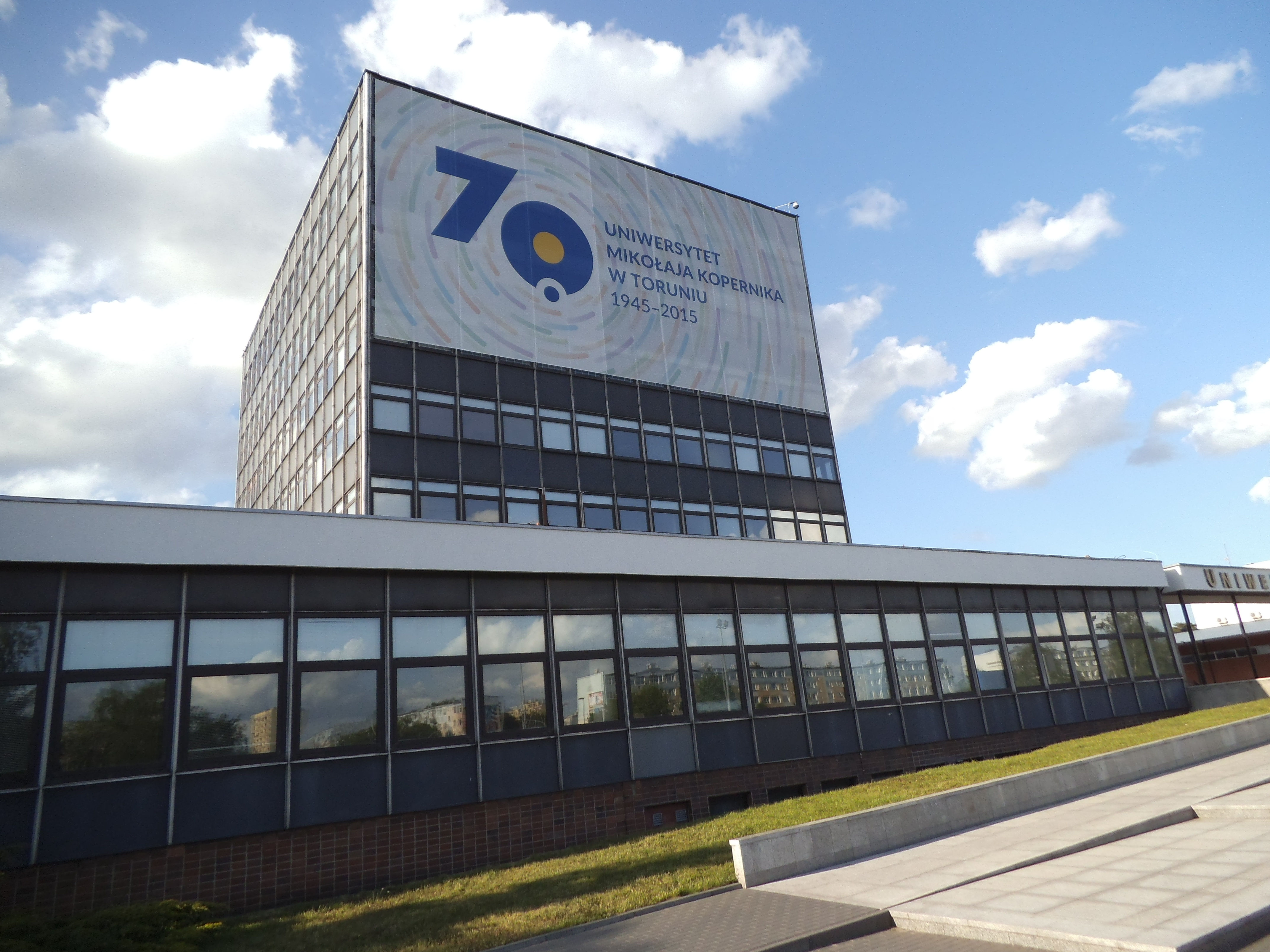
W 1945 roku powołano Uniwersytet Mikołaja Kopernika, na zdjęciu Rektorat

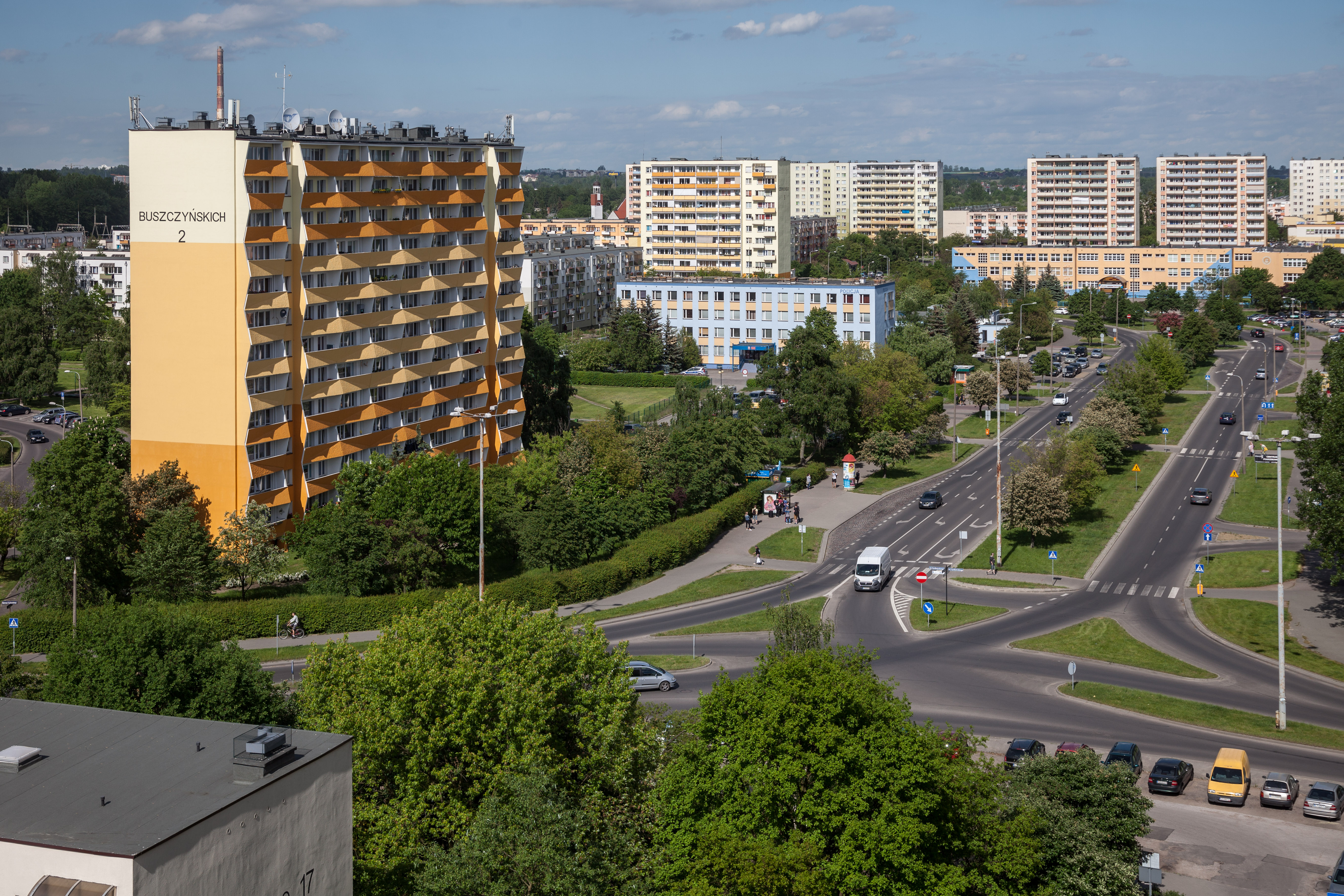
Fragment Rubinkowa

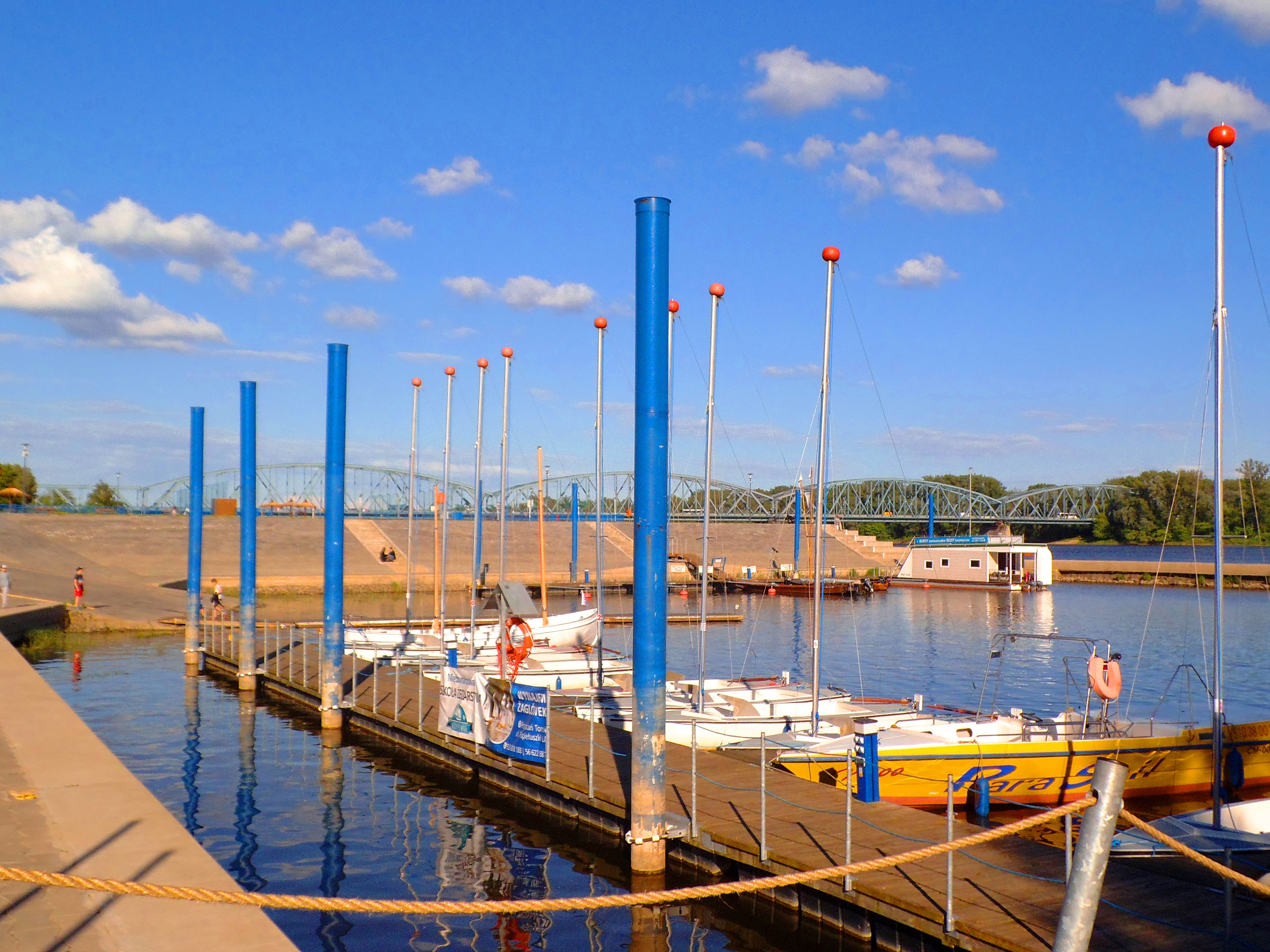
Przystań AZS

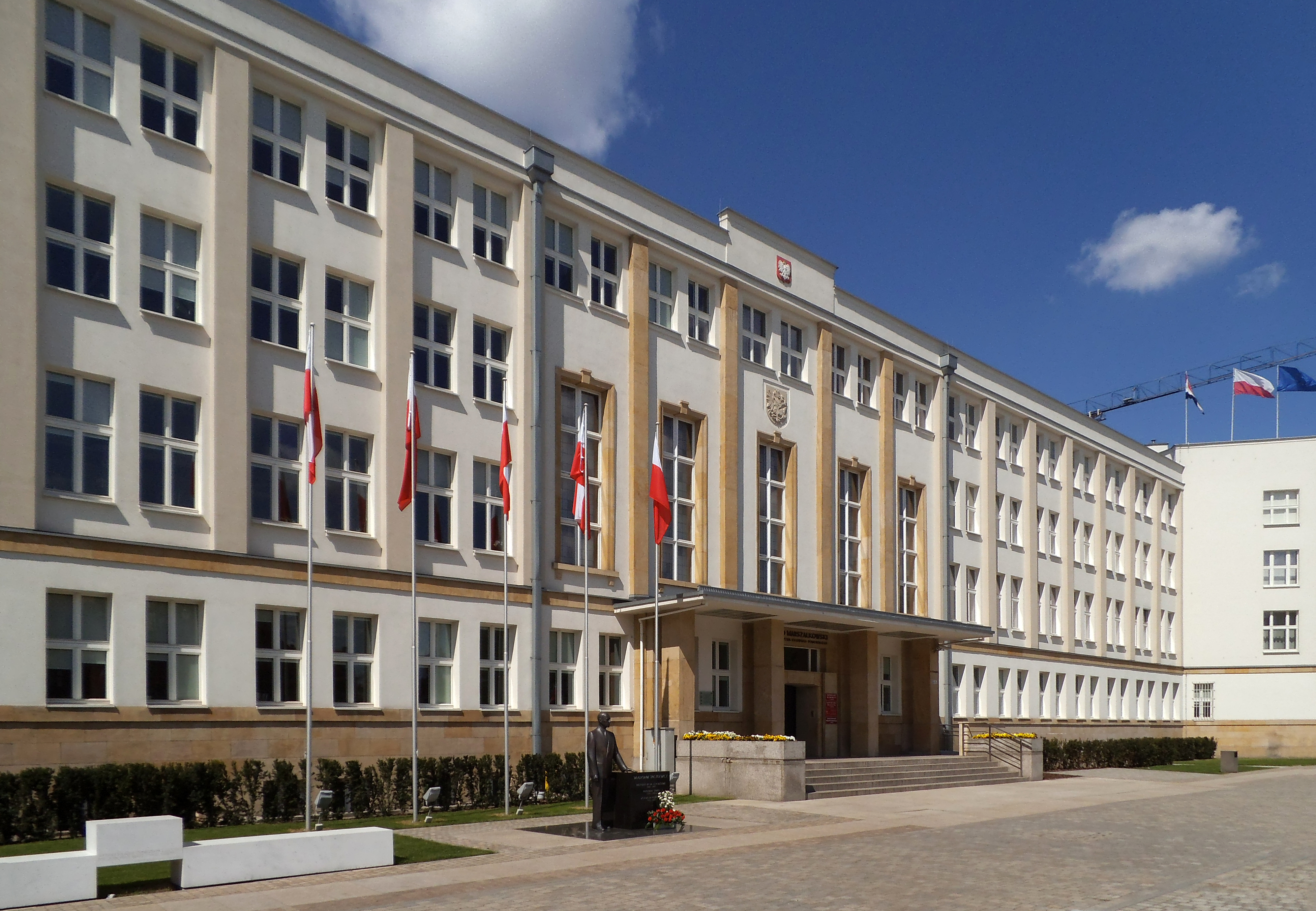
1 stycznia 1999 roku miasto stało się jedną z dwóch stolic nowego województwa, na zdjęciu Urząd Marszałkowski

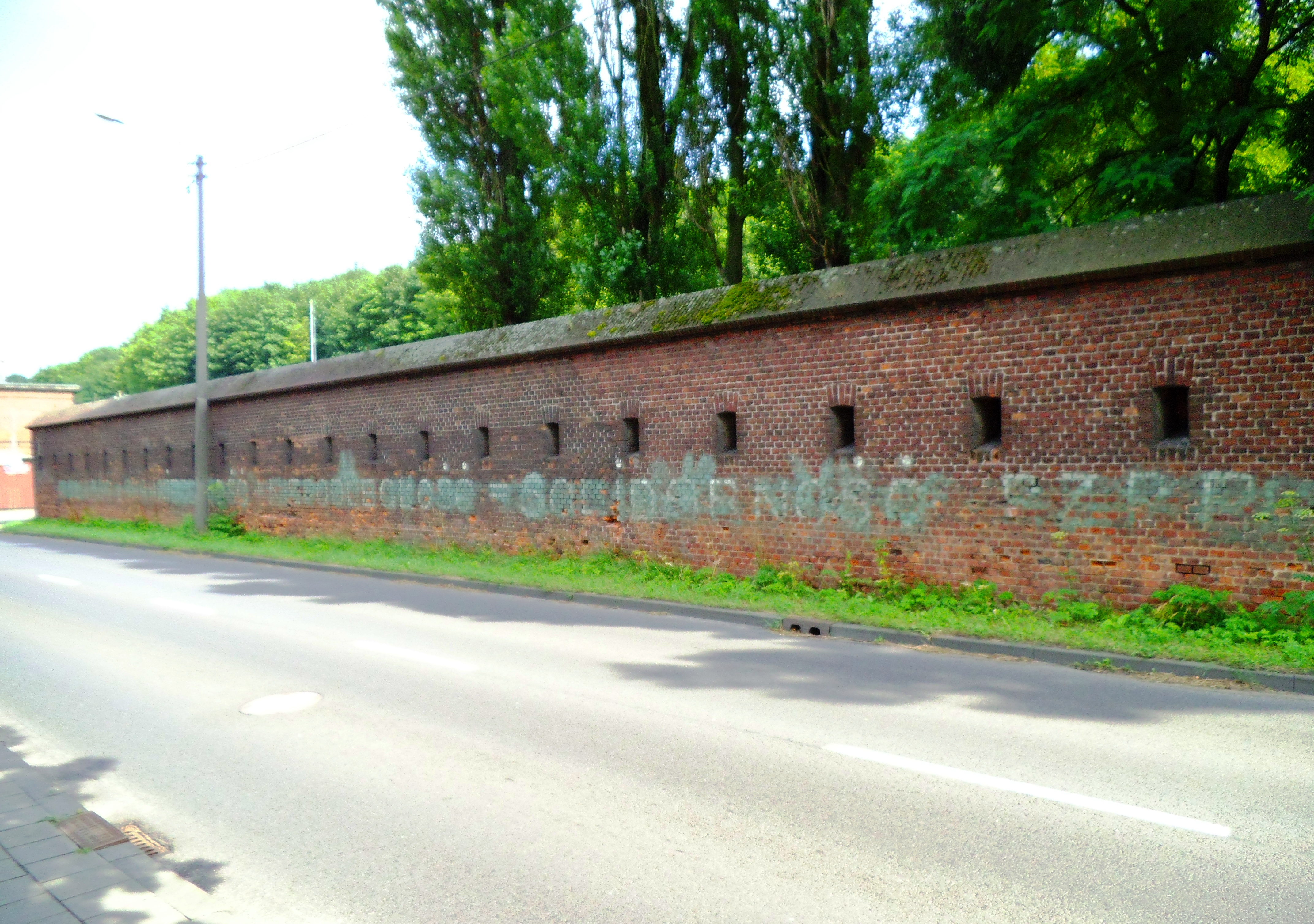
Zabytkowe napisy antykomunistyczne na murze Przyczółka Mostowego pochodzą z okresu stanu wojennego

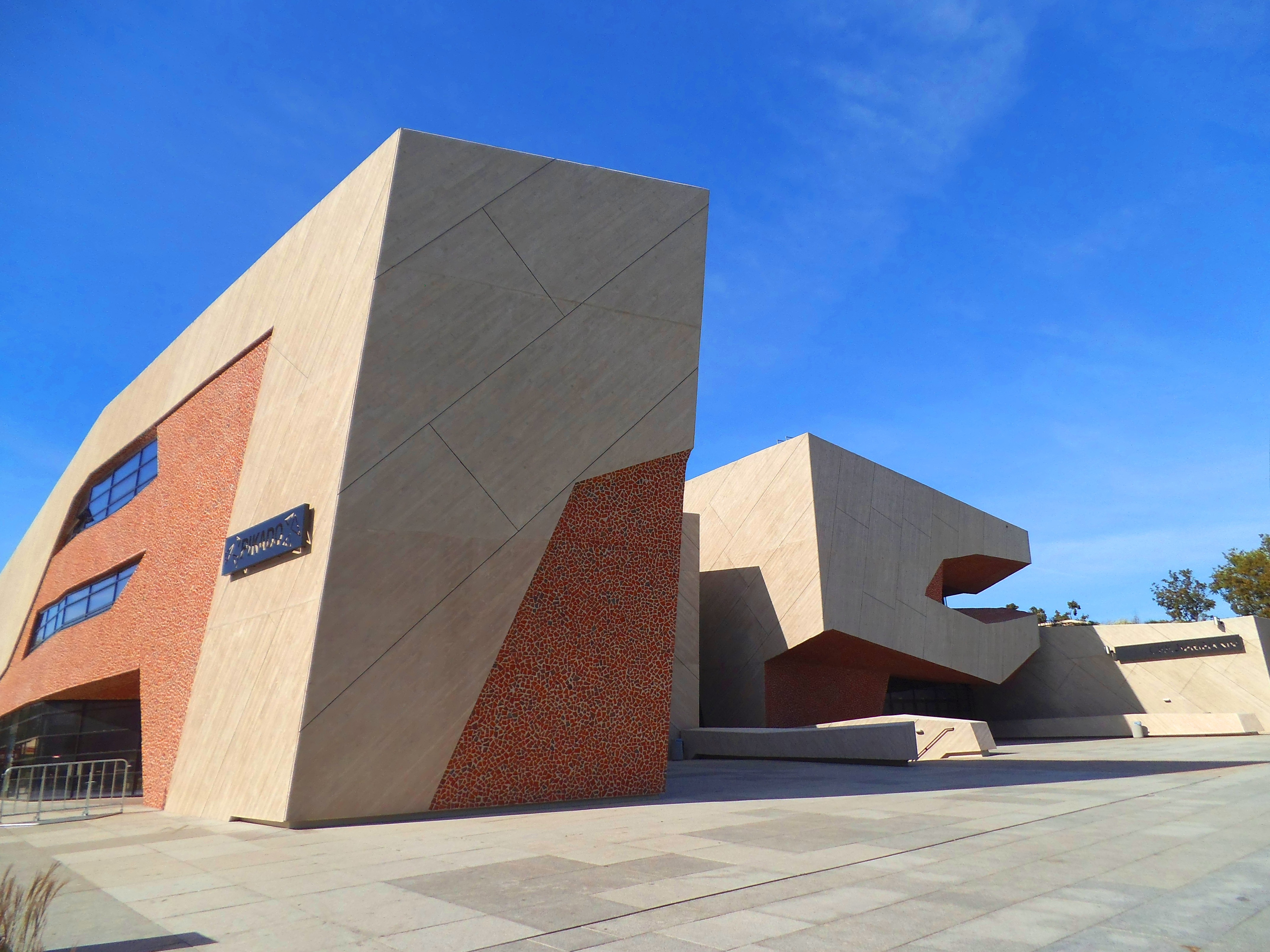
W 2015 roku otwarto Centrum Kulturalno-Kongresowe Jordanki

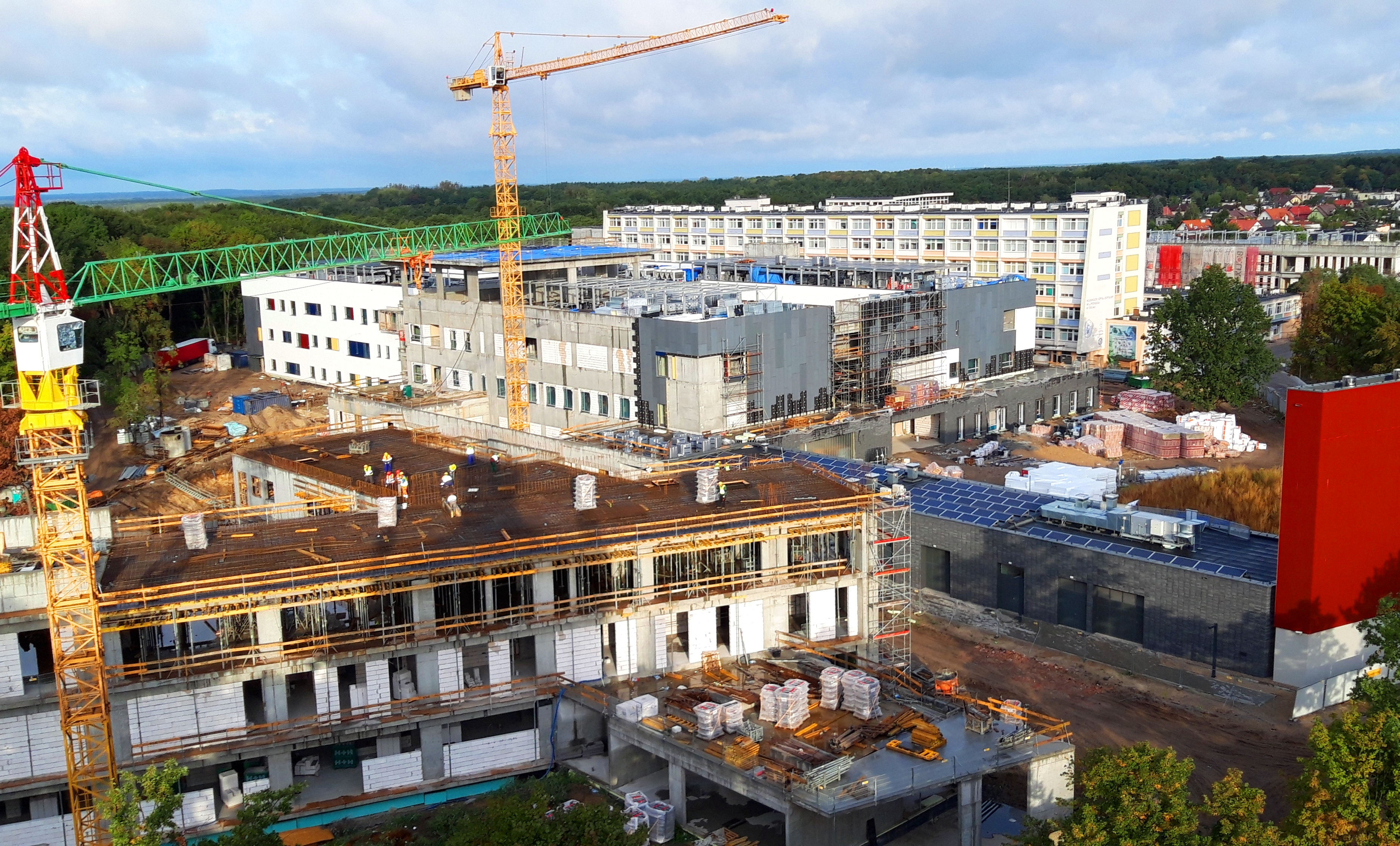
Rozbudowa Wojewódzkiego Szpitala Zespolonego im. L. Rydygiera (stan z września 2018 roku)

Obszar dzisiejszego miasta stanowił dogodne miejsce dla osadnictwa w epokach prehistorycznych. Styk trzech krain geograficznych, dostęp do rzeki, oraz dogodna przeprawa (bród) przez Wisłę, sprawiała, iż osadnictwo na obszarze dzisiejszego miasta i w jego okolicy rozwijało się od paleolitu, ok. 9 tys. lat p.n.e. Przez Toruń prowadził także bursztynowy szlak.
Najstarsze ślady bytności człowieka 11 tys. lat temu znajdują się na lewym brzegu Wisły, w obecnej dzielnicy Podgórz, gdzie istniała osada ludności koczowniczej. W kolejnych tysiącleciach osadnictwo ulegało coraz większej intensyfikacji. W neolicie ludność kultury pucharków lejkowatych i kultury amfor kulistych zajmowała się głównie uprawą roli i hodowlą. Na obszarze dzisiejszego Starego Miasta znajdują się ślady osadnictwa wysoko rozwiniętej kultury łużyckiej. Dokładne badania archeologiczne w prezbiterium kościoła św. Janów wykazały istnienie tej kultury od 1000 do 500 r. p.n.e.
Osadnictwo które miało bezpośredni wpływ na późniejszy rozwój miasta jest datowane na VIII w. Na terenie późniejszego zamku krzyżackiego powstała osada, która w X w. została wzmocniona wałem od strony lądu (Wisła sama w sobie stanowiła barierę ochronną). Na zachód od niej znajdowała się osada podgrodowa. Gród obronny znajdujący się w miejscu dzisiejszego zamku nazywano w dokumentach Postolsko (Postolsk, Postolin) i spełniał on swoje funkcje wojskowo-administracyjne do XIII wieku. W 1222 roku został nadany przez księcia Konrada mazowieckiego biskupowi Chrystianowi. Nie znamy bezpośrednio przyczyn jego upadku, jednak prawdopodobnie został on zniszczony, podobnie jak wiele innych grodów ziemi chełmińskiej, w wyniku najazdów plemion pruskich.

## Czasy krzyżackie (1228-1454)
Początek dzisiejszemu miastu dali Krzyżacy w 1230 roku, dla których był on punktem wyjścia do podboju plemion pruskich i tworzenia państwa krzyżackiego. Pierwszą wzmiankę historyczną o Toruniu zawiera dokument lokacyjny z 28 grudnia 1233 roku wystawiony przez Hermana von Salza, mistrza krzyżackiego. Pierwotnym miejscem lokacji był odcinek prawego brzegu Wisły, od wyspy zwanej Liszką na dwie mile w dół rzeki, pokrywający się z obszarem dzisiejszego Starego Torunia. Niestety mimo poszukiwań archeologicznych nie udało się odkryć śladów pierwotnej osady. Istnieje legenda według której najwcześniejszą siedzibą Krzyżaków była korona rosnącego tam olbrzymiego dębu. Z powodu częstych powodzi nawiedzających te nisko położone tereny w roku 1236 przeniesiono miasto w górę rzeki w miejsce jego obecnego położenia. Zamek krzyżacki zaczęto budować na miejscu wcześniejszej osady słowiańskiej, wykorzystując jej formę powierzchni. Nowe terytorium miasta określa odnowiony przywilej chełmiński z 1251 roku, który został wystawiony w miejsce starego, zniszczonego w pożarze. 13 sierpnia 1264 roku nadano prawa miejskie drugiej osadzie – Nowemu Miastu, od wschodu stykającemu się ze Starym Miastem. W 1454 roku oba miasta połączono, zachowując jednak dzielące je mury obronne.
W 1280 roku Toruń stał się członkiem Hanzy, bardzo ważnej organizacji handlowej średniowiecza w tej części Europy. Przez pewien okres Toruń pełnił funkcje sekretarza Hanzy. Zapewniało to znaczące źródło dochodów i impuls do wzrostu. Miasto szybko wypełniło się kościołami, ratuszem i innymi budynkami. W 1365 roku Toruń otrzymał prawo składu. XIV-XV wiek to pierwszy okres szybkiego rozwoju miasta. Toruń stał się ważnym miastem w Prusach i dużym ośrodkiem handlowym, liczącym aż 20 000 mieszkańców.
1 lutego 1411 roku w Toruniu zawarto I pokój toruński. Jednak niezadowolenie mieszczan wynikające z kryzysu w jakim znalazło się państwo zakonne skłoniło ich ku władzom polskim. W 1454 roku wybuchło powstanie antykrzyżackie, zburzono zamek krzyżacki. Był to początek polsko-krzyżackiej wojny trzynastoletniej. Dla wzmocnienia poparcia szlachty król polski w 1454 nadał słynne przywileje szlacheckie. Stało się to na Zamku Dybowskim, podmiejskiej osadzie Nieszawa (obecnie dzielnica Torunia o nazwie Piaski). Torunianie gruntownie przyczynili się do osłabienia państwa krzyżackiego, odgrywając kluczową rolę w antykrzyżackim Związku Pruskim, pośrednio otwierając Polsce drogę do Bałtyku. 19 października 1466 roku II pokój Toruński zakończył wojnę trzynastoletnią. W wyniku jego postanowień Toruń wraz z Prusami Królewskimi wszedł w skład państwa Polskiego.

## W granicach Rzeczypospolitej (1454-1793)
Okres XVI i 1. poł. XVII w. to czas szybkiego rozwoju Torunia. Miasto bogaciło się na handlu wiślanym (głównie spław zboża, drewna), składzie soli i towarów solonych, wielkich dorocznych jarmarkach międzynarodowych ustanowionych przywilejem Kazimierza Jagiellończyka w 1472 roku, osiągało ogromne zyski ze swojego 360 km² patrymonium. Rozbudowywano ratusz, gotyckie kamienice przebudowywano w duchu renesansu i manieryzmu niderlandzkiego, bogaciły się rody patrycjuszowskie, działało aż ponad 50 cechów rzemieślniczych, skupiając ponad 700 mistrzów, powstawały wybitne artystycznie dzieła, wśród których m.in. słynne toruńskie wyroby złotnicze, snycerskie, intarsjowane i in. 19 lutego 1473 roku przy ul. św. Anny urodził się Mikołaj Kopernik. W 1500 roku zawieszono na wieży kościoła św. Jana największy w ówczesnej Polsce dzwonu Tuba Dei oraz otwarto drugi po krakowskim i najdłuższy w Polsce drewniany most przez Wisłę. W 1501 roku w Sali Królewskiej Ratusza Staromiejskiego zmarł król Jan Olbracht. 15 czerwca 1528 roku została otwarta w mieście mennica królewska, przy ulicy Mostowej, zastępując dotychczasowe mennice: krzyżacką i miejską. W pierwszej poł. XVI w rozpowszechniła się w Toruniu reformacja, do której przystąpiła znaczna część mieszczan. W 1557 roku Toruń stał się oficjalnie miastem luterańskim. W 1568 nastąpiło otwarcie Gimnazjum Akademickiego, a w 1594 roku uroczyste podniesienie go do rangi uczelni półwyższej (jednej z pierwszych w kraju). Niebawem powstało pierwsze w północnej Polsce Muzeum. W pierwszej połowie XVII w. Toruń, jako jedno z kilku największych miast Rzeczypospolitej Obojga Narodów zamieszkiwało ok. 18 000 mieszkańców. Z racji swej niezależności, którą zawdzięczał królewskim przywilejom i pozycji gospodarczej, Toruń wraz ze swoim patrymonium – pomimo że leżał na obszarze województwa chełmińskiego i był jego największym miastem – wyłączony był z administracji województwa, stanowiąc jednostkę autonomiczną, samorządną.
Druga połowa XVII wieku to czas osłabienia miasta ze względu na toczące się w jego rejonie wojny. W 1629 roku miasto odparło pierwsze oblężenia Szwedów. Rozpoczęto budowę fortyfikacji bastionowych, dzięki czemu Toruń stał się jedną z najpotężniejszych twierdz w Rzeczypospolitej. W 1645 roku w mieście odbyło się Colloquium charitativum, jedyne na świecie spotkanie ekumeniczne w celu pogodzenia katolików i protestantów. W 1658 wojska króla Jana Kazimierza po szwedzkim oblężeniu odzyskały Toruń.
Po zawarciu pokoju w Oliwie rozpoczęto odbudowę miasta po ataku wojsk szwedzkich. Toruń borykał się z problemami finansowanymi, kosztami utrzymania garnizonu królewskiego, utratą uprzywilejowanej pozycji w Prusach Królewskich na rzecz Gdańska (na skutek przeniesienia do niej przywileju przewodzenia wielkim miastom na Prusach) oraz niepewną sytuacją polityczną Rzeczypospolitej Garnizon wojsk koronnych zmniejszono 14 sierpnia 1661 roku z 1200 do 600 żołnierzy. W 1663 roku wprowadzono podatek pogłówny, który miał sfinansować utrzymanie wojsk polskich, w związku z trwającymi wojnami z Rosją i Kozakami. Dzięki rajcy Ernestowi Lichtfussowi odbudowano przedmieścia Torunia (m.in. śluzę w Lubiczu, obiekty przemysłowe w Przysieku, kościół w Górsku). Podczas rokoszu Lubomirskiego w Toruniu przebywał król Jan II Kazimierz Waza, który zwiększył wielkość gwardii królewskiej do 1000 żołnierzy jednocześnie obiecując, że część kosztów ich utrzymania pokryje skarb królewski. Podczas pobytu w Toruniu król potwierdził wszystkie dotychczasowe prawa i przywileje miasta. Królewski garnizon wycofano w dniach 18–19 maja 1668 roku. Podczas panowania Michała Korybuta Wiśniowieckiego miasto nie angażowało się w konflikt pomiędzy dworem, wspieranym przez konfederację gołąbską, a malkontentami próbującymi zdetronizować króla. Michał Korybut Wiśniowiecki zmarł 10 listopada 1673 roku. Od końca lipca 1674 roku do końca marca 1675 roku w Toruniu przebywała wdowa po Michale Korybucie Eleonora Habsburżanka.
Wybór Jana III Sobieskiego na króla Polski w maju 1674 roku spotkał się z pozytywną reakcją ze strony torunian. 16 kwietnia 1676 roku Jan III Sobieski potwierdził prawa i przywileje Torunia. 30 maja 1677 roku król udał się do Torunia na kilkudniową wizytę. Na skutek zreformowania administracji finansowo-gospodarczej Torunia w latach 1671–1678 doszło do poprawy sytuacji ekonomicznej Torunia. Dzięki zwiększeniu wpływu z podatków miasto spłaciło większość długów oraz przeprowadziło remont murów obronnych, bram i barbakanów. W 1682 roku doszło do sporów między katolikami a ewangelikami w związku z działalnością biskupa chełmińskiego Kazimierza Jana Opalińskiego, który wykazując głęboką niechęć w stronę ewangelików odprawił w Toruniu procesje z okazji święta Bożego Ciała oraz zajął siłą kościoły luterańskie w Rogowie i Grębocinie. Aby zapobiec zamieszkom, 11 stycznia 1683 roku zawarto układ, na mocy którego kościoły wróciły do protestantów, a Toruń zobowiązał się do odbudowy świątyń katolickich w Rychnowie i Orzechowie. Kolejny spór pomiędzy biskupem a ewangelikami miał miejsce w 1688 roku, gdy krążyła po mieście plotka, że biskup pragnie odebrać luteranom kościół Wniebowzięcia Najświętszej Marii Panny. W wyniku trwających wojen polsko-tureckich zwiększono obciążenia podatkowe, co wywołało opór ze strony mieszczan toruńskich. Po śmierci Jana III Sobieskiego w 1696 roku posłowie Torunia nie uczestniczyli w obradach sejmików generalnych. Miasto opowiedziało się za nowym władcą Augustem II Mocnym 29 kwietnia 1697 roku.
W 1700 roku wybuchła III wojna północna. 30 maja 1702 roku do miasta wkroczyło 300 żołnierzy z gwardii królewskiej, w następnych miesiącach liczba żołnierzy się powiększała. 23 maja 1703 roku w pobliżu miasta pojawiły się pierwsze wojska szwedzkie. Dowódcą sił saskich w Toruniu został Chrystiana Dietricha von Röbela. 24 września wojska szwedzkie rozpoczęły atak. Podczas oblężenia spłonął ratusz, klasztor dominikanów, kilkadziesiąt kamienic wewnątrz murów miejskich i przedmieścia. 14 października do miasta wkroczyły wojska szwedzkie. Po zdemontowaniu obwarowań toruńskich 30 listopada król Szwecji Karol XII wydał wojskom szwedzkim rozkaz opuszczenia miasta. Przez kolejne lata miasto było zmuszone do płacenia kontrybucji na rzecz Szwecji. W latach 1708 i 1710 w Toruniu panowała wielka zaraza, która przyczyniła się do śmierci do 4000 osób (co stanowiłoby 40% mieszkańców miasta). 5 października 1709 roku do miasta przybył August II Mocny, a trzy dni później car Rosji Piotr I Wielki. Car ponownie przybył do miasta we wrześniu 1711 roku. W związku z wojną północną miasto musiało pokrywać duże sumy na większe podatki i utrzymanie wojsk, co przyczyniło się do bardzo złego stanu gospodarki miasta w I połowie XVIII wieku. III wojna północna zakończyła się 10 września 1721 roku.
W 1738 roku zakończono odbudowę spalonego ratusza. Podczas III wojny północnej nasilił się konflikt pomiędzy katolikami a ewangelikami. Na tle zaostrzających się konfliktów religijnych 16 lipca 1724 doszło do tzw. tumultu toruńskiego, zakończonego surowym wyrokiem sądu królewskiego i ścięciem protestanckiego burmistrza miasta, Jana Gotfryda Rösnera, co odbiło się głośnym echem poza granicami kraju. Na mocy wyroku sądu królewskiego kościół Wniebowzięcia Najświętszej Maryi Panny przeszedł na własność katolików, a do Rady dopuszczono katolików. W następnych miesiącach dochodziło do kolejnych incydentów pomiędzy katolikami a ewangelikami.
Po śmierci Augusta II Mocnego dnia 1 lutego 1733 roku Toruń z niepokojem przyjął informację o elekcji króla Stanisława Leszczyńskiego, opowiadając się jednocześnie za Augustem III Sasem. Miasto nie poniosło większych strat podczas wojny o sukcesję polską w latach 1733–1736. Do 1756 roku panował w mieście czas pokoju. W latach 30. XVIII wieku Toruń borykał się z kryzysem ekonomicznym, wywołanym przez upadek handlu na Wiśle. 18 marca 1743 roku rozpoczęto budowę nowego kościoła ewangelickiego. Kościół w stanie surowym oddano do użytku 20 maja 1756 roku. Podczas wojny siedmioletniej 14 marca 1758 roku wojska rosyjskie wkroczyły do Torunia. Po zawarciu układu pokojowego 15 lutego 1763 roku do miasta wkroczyły również wojska pruskie. Miasto ucierpiało w niewielkim stopniu, jednak było ono zobowiązane do utrzymania wojsk obcych na swoim terytorium. Przemarsze obcych wojsk zakończyły się w lipcu 1763 roku.
Miasto z zadowoleniem przyjęło elekcję Stanisława Augusta Poniatowskiego dnia 7 września 1764 roku. Prowadzone przez Poniatowskiego reformy spotkały się z uznaniem ze strony mieszczaństwa. Podczas pierwszych lat rządów Poniatowskiego sytuacja gospodarcza w Toruniu uległa poprawie, jednak działania wojenne podczas konfederacji barskiej w 1768 roku oraz szykany pruskie doprowadziły do upadku miasta. Około 1770 roku ewangelickie władze miasta zaczęły szukać wsparcia w Rosji, dostrzegając w niej jedyne mocarstwo mogące chronić Toruń, a jednocześnie na tyle odległe, by nie ingerować w sprawy Torunia. Na przełomie sierpnia i września 1770 roku Prusy zaciągnęły kordon sanitarny. Jego celem było sparaliżowanie transportu rzecznego przez Wisłę, co osłabiłoby gospodarkę Torunia i Gdańska. Za zgodą Rosji we wrześniu 1771 roku Prusy rozszerzyły kordon o Kujawy i ziemię dobrzyńską. Na mocy prusko-rosyjskiego traktatu o podziale ziem polskich z 17 lutego 1772 roku Prusy Królewskie bez Torunia i Gdańska przypadły Prusom. 5 sierpnia 1772 roku podpisano konwencję o podziale części ziem Polski pomiędzy Rosją, Prusami i Austrią. 17 września armia pruska zajęła Podgórz. W dniach 20–22 września 1772 roku władze pruskie wyznaczyły granicę wokół Torunia. Nie mogąc zająć Torunia i Gdańska król Fryderyk II Wielki wprowadził blokadę ekonomiczną obu miast, licząc na to, że same dobrowolnie wyrażą chęć dołączenia do Prus. Handel toruński był ograniczony systemem podwójnych ceł – dla Prus i Polski. Informacja o zbliżeniu rosyjsko-pruskim z 7 sierpnia 1792 roku została przyjęta z niepokojem. Na mocy układu z 23 stycznia 1793 roku, Prusy miały zająć Toruń i Gdańsk oraz Wielkopolskę i fragment Mazowsza. Wojska pruskie wkroczyły do miasta dzień później, a 7 kwietnia komisarze pruscy odczytali zebranym na ratuszu rajcom, że Toruń przeszedł pod panowanie pruskie.

## W Królestwie Prus (1793-1806)
II rozbiór włączył Toruń w skład Królestwa Prus. 24 stycznia 1793 roku wojska pruskie wkroczyły do miasta. Ludność zmniejszyła się do 6000 mieszkańców. W 1797 roku założono pierwszy w kraju Ogród Zoobotaniczny.

## W Księstwie Warszawskim (1807-1815)
Czasy napoleońskie dla Torunia oznaczały ogromne osłabienie gospodarcze, kontrybucje i zniszczenia. Na mocy traktatu w Tylży 7 lipca 1807 roku Toruń znalazł się w Księstwie Warszawskim. 21 kwietnia 1809 roku na trzy tygodnie Toruń stał się stolicą Księstwa Warszawskiego, będąc miejscem rezydowania ewakuowanego z Warszawy rządu. 2 czerwca 1812 roku cesarz Francuzów Napoleon I przybył wraz ze swoją wielką armią do Torunia. Zwiedził Dom Kopernika, zaplanował wybudowanie jego pomnika. W trakcie przygotowania miasta do oblężenia rosyjskiego, francuski marszałek Louis Davout nakazał zrównać z ziemią przedmieścia, paląc drewniane zabudowania i rozbierając gotyckie kościoły św. Jerzego i św. Wawrzyńca, żeby nie mogły stanowić punktu oporu dla nieprzyjaciela. Nie przeszkodziło to Rosjanom zdobyć miasta w kwietniu tego samego roku.

## W Królestwie Prus (1815-1920)
Po przegranej Napoleona pierwotnie na kongresie wiedeńskim car Aleksander I proponował ustanowić Toruń Wolnym Miastem (podobnie jak Kraków), ostatecznie jednak 22 września 1815 roku na mocy postanowień kongresu wiedeńskiego Toruń powrócił do Prus (zaboru pruskiego) i znajdował się zaledwie ok. 10 km od ziem zaboru rosyjskiego, więc stał się miastem nadgranicznym (granicę stanowiła rzeka Drwęca przepływająca przez podtoruński Lubicz.
Okres pruski w XIX wieku to powolny rozkwit gospodarczy i nowe inwestycje, ograniczone jednak przez uczynienie z miasta twierdzy. Zbudowano wodociągi, kanalizację, linie tramwajowe, żelazny most przez Wisłę, nowy Dwór Artusa, teatr. Linie kolejowe połączyły Toruń z Warszawą, Bydgoszczą, Poznaniem, Olsztynem, Chełmżą i Grudziądzem. Toruń zyskał tramwaje elektryczne szybciej niż Warszawa. W ramach tworzenia twierdzy zbudowano 15 dużych fortów oraz ponad dwieście mniejszych obiektów militarnych. Toruń został wciśnięty w kilkunastokilometrowy pierścień umocnień i stał się najnowocześniejszą i największą twierdzą w Europie. Utworzone zostały konsulaty Rosji i USA. Funkcja militarna ograniczyła jednak częściowo szybki rozwój terytorialny i przemysłowy. Mimo to miasto wchłonęło przedmieścia – Mokre, Chełmińskie, Jakubskie.
Okres pruski to także coraz silniejsze zmagania o polskość miasta, które w drugiej połowie XIX w. stało się największym ośrodkiem polskości na Pomorzu. W 1867 roku wydano Gazetę Toruńską, pierwszą polskojęzyczną gazetę Pomorza. W 1875 roku utworzono silne i prężnie działające Towarzystwo Naukowe, skupiające intelektualne siły Pomorza, jedno z pierwszych w Polsce. Polacy zyskali mandaty w Radzie Miasta. Przed wybuchem I wojny światowej 55-60% mieszkańców Torunia stanowili Niemcy (większość z tych Niemców napłynęła do miasta podczas zaborów Polski lub ich przodkowie), 38-43% Polacy, 2% Żydzi. Powiat toruński należący do Rzeszy Niemieckiej (zaboru niemieckiego) był zamieszkały w ponad 70% przez Polaków.

## Okres międzywojenny (1920-1939)
Po I wojnie światowej w wyniku postanowień traktatu wersalskiego Toruń został przyznany odrodzonej Polsce. 18 stycznia 1920 roku wojska niemieckie opuściły Toruń. Miasto, będące skupiskiem licznych polskich organizacji społecznych i naukowych, liczące w 1921 roku 37 356 mieszkańców, zostało stolicą województwa pomorskiego i zaczęło odzyskiwać dawną, przedrozbiorową pozycję. Rozpoczął się ponowny okres znacznego rozkwitu miasta. Wybudowano wiele budynków użyteczności publicznej, nowoczesnych dróg i stworzono dalekosiężny plan rozwoju przestrzennego. Pięć państw otwarło swe konsulaty, w tym Niemcy – Generalny Konsulat obejmujący trzy województwa. W 1928 roku otwarto nowoczesną halę wystawową. W 1929 roku w hali Wiktorii Bernard Marwiński założył jedyną w regionie wytwórnię filmową. Uruchomiona została Rozgłośnia Pomorska Polskiego Radia w Toruniu, druga pod względem mocy w kraju po warszawskiej. W 1933 roku nastąpiło otwarcie drugiego mostu przez Wisłę. W 1939 roku populacja Torunia wynosiła około 80 000 mieszkańców, w tym widoczne w życiu miasta skupiska mniejszości narodowych niemieckiej, żydowskiej, rosyjskiej i ukraińskiej.
Rozwinęła się także nauka i kultura. Obok polskich instytucji mających swój rodowód w czasach zaborów, teraz dodatkowo zaczęło się tworzyć nowe środowisko kulturalne i naukowe, w którym miejsce znalazła m.in. inteligencja napływowa, głównie z dawnej Galicji. W Toruniu podejmowali pracę i osiedlali się liczni twórcy i artyści W 1920 roku powstała Konfraternia Artystów, w 1921 roku Pomorskie Towarzystwo Muzyczne, w 1923 roku Książnica Miejska, będąca największą biblioteką na Pomorzu i jedną z największych w Polsce, 1925 roku powstał Instytut Bałtycki, 1935 roku powstała Pomorska Rozgłośnia Polskiego Radia (obecnie Polskie Radio Pomorza i Kujaw). W 1938 roku zapadła decyzja o utworzeniu w 1940 roku uniwersytetu w Toruniu, jako filii Uniwersytetu im. Adama Mickiewicza.

## II wojna światowa (1939-1945)
7 września 1939 roku do miasta wkroczył Wehrmacht, a Toruń znalazł się w prowincji Gdańsk-Prusy Zachodnie. W styczniu 1945 roku ponad 18 tys. żołnierzy niemieckich broniło Torunia zmienionego w twierdzę. 23 – 25 stycznia jednostki 70 armii II Frontu Białoruskiego otoczyły miasto na którego przedpolach toczono walki. W nocy z 30 na 31 stycznia Niemcy przełamali okrążenie, przebijając się w kierunku Grudziądza.
1 lutego 1945 roku Toruń został zdobyty przez wojska radzieckie. W walkach o miasto zginęło prawie 2200 żołnierzy radzieckich. Ciała 269 poległych pochowano na skwerze przed dawnym Arsenałem (później część zwłok ekshumowano, a na miejscu mogiły postawiono Pomnik Wdzięczności Armii Radzieckiej).

## PRL(1945 – 1989)
1 lutego 1945 roku Toruń został zdobyty przez Armię Czerwoną. Miasto – jako cenna substancja historyczna – miało sporo szczęścia, gdyż poza niewiele znaczącymi epizodami nie zostało dotknięte zniszczeniami wojennymi, będącymi udziałem tak wielu polskich miast.
8 lutego 1945 roku do miasta przybywa grupa operacyjna Rządu Tymczasowego przejmując władzę. Tego też dnia ukazuje się pierwszy numer „Słowa Pomorskiego”
Tuż po wkroczeniu wojsk sowieckich do miasta władze nowego województwa pomorskiego zlokalizowano w Bydgoszczy, argumentując to przede wszystkim dwukrotnie większym skupiskiem ludności robotniczej w przeciwieństwie do Torunia.
24 sierpnia 1945 roku ukazuje się dekret Krajowej Rady Narodowej o powołaniu Uniwersytetu Mikołaja Kopernika, kontynuującego tradycje Uniwersytetu Stefana Batorego w Wilnie. Wykorzystując przypadający na rok 1973 jubileusz 500-lecia urodzin Mikołaja Kopernika, rozbudowano uczelnię jego imienia, zakładając miasteczko uniwersyteckie na Bielanach, stanowiące do dziś ciekawy przykład nowoczesnej architektury II połowy XX wieku.
Z okazji zbliżającego się jubileuszu zintensyfikowano trwające od początku lat 60. prace konserwatorskie przy renowacji toruńskich zabytków. Ważną datą był rok 1966, czyli rocznica 500-lecia pokoju toruńskiego, która przyczyniła się do ostatecznego zabezpieczenia i zagospodarowania ruin zamku krzyżackiego jako pomnika pokoju toruńskiego.
Po 1945 roku intensywna industrializacja kraju sprawiła, że Toruń stał się ośrodkiem przemysłu chemicznego, elektronicznego, metalowego i włókienniczego. Rozbudowano i zmodernizowano już istniejące zakłady przemysłowe („Polchem”, Fabrykę Maszyn Budowlanych, Zakłady Urządzeń Młyńskich) i wybudowano nowe. W 1951 roku powstały w mieście Pomorskie Zakłady Drobiowe jako pierwsze w kraju rozpoczynając tego typu działalność na skalę przemysłową. Do największych w kraju należały Zakłady Włókien Sztucznych „Chemitex-Elana” (decyzja o budowie – 1959 rok, produkcja rusza w 1964) i Toruńska Przędzalnia Czesankowa „Merinotex” (decyzja o budowie 1959 rok, produkcja rusza w 1966 roku). Rozpoczęto budowę Zakładów Urządzeń Okrętowych, czyli istniejący do dziś „Towimor”. W 1972 roku powołano Toruńskie Przedsiębiorstwo Budownictwa Przemysłowego, które miało realizować centralnie projekty inwestycyjne w mieście.
Wraz z rozwojem przemysłu w mieście zaczęły powstawać osiedla mieszkaniowe, które i tak nie były w stanie zaspokoić rosnącego głodu mieszkań. W latach 50. największym z nich był „Kaszownik”. W 1958 roku powstaje osiedle mieszkaniowe im. S. Dubois. Lata 60. przyniosły osiedla: Zjednoczenia (1961), Młodych, Bema, Tysiąclecia, Chrobrego, Reja i Armii Ludowej (na Podgórzu). Powstało także sporo bloków budowanych przez zakłady pracy, m.in. „Elanę” i „Merinotex”. Najbardziej intensywny rozwój budownictwa mieszkaniowego Toruń przeżył w II połowie lat 70. i w latach 80., kiedy to na jego wschodnich terenach powstała tak zwana sypialnia miasta, którą stanowiły trzy wielkie osiedla: Rubinkowo I, Rubinkowo II i Na Skarpie, liczące aktualnie ok. 70 tys. mieszkańców.
W okresie PRL rozbudowano bazę sportową i rekreacyjno-turystyczną w mieście. Powstały m.in.: dwa zimowe baseny wioślarskie (1955-1958), sztuczne lodowisko „Tor-Tor” i stadion miejski (1957 -1962), Międzyszkolny Ośrodek Sportowy (1967), basen (1966), basen kryty (1968), stadion żużlowy (1969), hotel Orbisu „Kosmos” (1969), hotel Orbisu „Helios” (1972), ośrodek rekreacyjno-rozrywkowy „Wisła” (1973, baseny kąpielowe, sauna, łaźnia, place do gier, restauracje), stadion na osiedlu Hanki Sawickiej (1976).
Toruń po wojnie stał się ważnym ośrodkiem kulturalnym. Błyskawicznie odradza się życie kulturalne w mieście: już 24 lutego ma miejsce pierwszy seans kinowy po wyzwoleniu, a 16 czerwca pierwsza uroczysta premiera w teatrze miejskim. W październiku 1945 roku rozpoczyna działalność Teatr Lalki i Aktora „Baj Pomorski”. Od 1958 roku rozpoczynają funkcjonowanie coroczne Festiwale Teatrów Polski Północnej. W 1959 roku powstaje Muzeum Etnograficzne. Od 1963 roku rozpoczyna działalność Galeria i Ośrodek Plastyczny Twórczości Dziecka, jedyna tego rodzaju placówka w Polsce. W 1973 roku Książnica Miejska otrzymuje nową siedzibę przy ul. Słowackiego. Ważną rolę kulturotwórczą odgrywa założone w 1976 roku Toruńskie Towarzystwo Kulturalne.
1 czerwca 1975 roku Toruń stał się stolicą województwa toruńskiego.

## Po 1989 roku
Po 1989 roku miasto stało się centrum inwestycyjnym, naukowym i turystycznym regionu. Rozbudował się Uniwersytet Mikołaja Kopernika. Powstały nowe uczelnie, hotele, muzea. Pojawili się prywatni inwestorzy.
W 1997 roku zespół Starego i Nowego Miasta oraz ruiny zamku krzyżackiego wpisano na Listę Światowego Dziedzictwa Kulturowego UNESCO, a w 2004 roku wybrano Toruń na ogólnopolską siedzibę Ligi Polskich Miast i Miejsc UNESCO.
W 1999 roku zaplanowano nową reformę administracyjną, w której województwo toruńskie przestało istnieć. Wobec tego mieszkańcy Torunia starali się o dołączenie do województwa pomorskiego z siedzibą w Gdańsku. W lipcu 1998 roku zapadła decyzja o umieszczeniu w Toruniu władz samorządowych nowo utworzonego województwa kujawsko-pomorskiego, a tym samym 1 stycznia 1999 roku miasto stało się jedną z dwóch stolic nowego województwa.
W 2007 roku rozpoczęły się starania Torunia o uzyskanie tytułu Europejskiej Stolicy Kultury 2016, zakończone niepowodzeniem. W 2011 roku miasto uzyskało połączenie z autostradą A1 w kierunku Gdańska, a w 2013 roku w kierunku Łodzi. Natomiast 9 grudnia 2013 roku otwarto most drogowy im. gen. Elżbiety Zawackiej. 12 grudnia 2015 roku otwarto Centrum Kulturalno-Kongresowe Jordanki, w którym swoją siedzibę ma Toruńska Orkiestra Symfoniczna.
Po 2015 roku w mieście przebudowano wiele dróg i placów, m.in. Trasę Staromostową, ulicę Łódzką i Turystyczną oraz Plac biskupa Chrapka. Zakończono lub rozpoczęto budowę wielu dużych obiektów kubaturowych, m.in.: elektrociepłowni gazowej ED, hali tenisowej, basenu miejskiego i nowej siedziby dla Sądu Rejonowego. Rozpoczęła się także rozbudowa Wojewódzkiego Szpitala Zespolonego oraz Specjalistycznego Szpitala Miejskiego. Dokonano także konsekracji dwóch toruńskich świątyń: kościoła pw. Maryi Gwiazdy Nowej Ewangelizacji i św. Jana Pawła II oraz kościoła bł. Stefana Wincentego Frelichowskiego, a w powstającej nowej dzielnicy Torunia – Jarze – erygowano nową parafię pod wezwaniem św. Andrzeja Apostoła. W 2018 roku zapadła decyzja o tym, że Toruń zorganizuje w 2021 roku Halowe Mistrzostwa Europy w lekkoatletyce. W tymże roku powołano do życia Centrum Szkolenia Wojsk Obrony Terytorialnej. 7 marca 2019 roku podczas sesji Rady Miasta Torunia Marek Żydowicz poinformował, że 27. edycja festiwalu Camerimage odbędzie się w Toruniu.